# CT Андромеды
CT Андромеды (лат. CT Andromedae) — одиночная переменная звезда в созвездии Андромеды на расстоянии (вычисленном из значения параллакса) приблизительно 5776 световых лет (около 1771 парсека) от Солнца. Видимая звёздная величина звезды — от +15m до +13,4m.

## Характеристики
CT Андромеды — красная пульсирующая медленная неправильная переменная звезда (LB) спектрального класса M6:. Эффективная температура — около 3287 K.